# Grønlands Boldspil-Union
Kalaallit Arsaattartut Kattuffiat (KAK), på dansk Grønlands Boldspil-Union (GBU), er forbundet, som organiserer alt fodbold i Grønland. Fodboldforbundet blev grundlagt den 4. juli 1971 og tæller i dag i alt 76 fodboldklubber med samlet 5.500 registrerede medlemmer (pr. 2015 tal fra GIF) – godt 10% af befolkningen. Forbundet skiftede navn til KAK ved generalforsamling i 2017, men er fortsat officielt registreret som GBU. Dets administration har adresse i hovedstaden Nuuk hvor General Sekretær er Nike Berthelsen samt konsulent Lars Jørgen Petersen og formanden er John Thorsen, mens futsal landsholdets trænere duo er Rene Olsen (herrer) og  Bent Petersen (kvinder). 
Rene Olsen er den højeste uddannet træner i Grønland indenfor fodbold og Futsal. Han har indført futsal til Grønland og udviklet futsal træner uddannelse for Grønland.  
KAK er medlem af Grønlands Idrætsforbund, International Island Games Association samt Nouvelle Fédération-Board (provisionelt medlem den 13. oktober 2005 og fuldgyldigt medlem siden 25. marts 2006) uden dog at være tilknyttet hverken CONCACAF, UEFA og derigennem FIFA. Dette er grundet Grønlands klima (permafrost), som ikke kan opretholde en fodboldbane af græs. FIFA og dets medlemmer har imidlertid godkendt FieldTurf og dets brug af kunstigt græs som underlag, hvilket kan være medvirkende til at give KAK mulighed for at arrangere internationale kampe på FIFA-godkendte baner.
Lørdag den 30. juni 2001 spillede KAK en uofficiel venskabskamp under stor mediebevågenhed mod det tibetanske fodboldlandshold (TNFA) foran 5.000 tilskuere i Vanløse Idrætspark, som blev dækket af 16 danske og internationale tv-stationer og foreviget i dokumentarfilmen Det Forbudte Landshold til trods for stor modstand mod afviklingen af landskampen fra Kina og FIFA. Initiativtageren bag det tibetanske landshold og kampen var danske Michael Nybrandt og Dansk Selskab For Tibetansk Kultur. Kampen endte med en sejr til Grønland med cifrene 4-1.
Landsholdets spilledragt på hjemmebane er: røde trøjer, hvide bukser og røde strømper, mens de på udebane spiller i hvide trøjer, sorte bukser og hvide strømper. Deres populære kælenavn er polarbamserne.
Sepp Piontek har tidligere været landstræner for Grønlands Herre A-landshold.

## Ekstern henvisning
- Officiel hjemmeside